# Chen Feng Huai
Chen Feng Huai ( chino : 陈封怀 , 1900-1993), también deletreado como Chen Feng Hwai, fue un botánico chino.
El Profesor Chen nació en 1900. Estudió en el Real Jardín Botánico de Edimburgo en 1930. Después de su regreso a China, que ocupó un puesto en la Universidad de Nanchang.
Su aporte en gran medida fue a la construcción de los jardines botánicos en China.Era el director y uno de los fundadores de los siguientes jardines:
- Lushan Jardín Botánico
- Zhongshan (Sun Yat-sen) Jardín Botánico de Nanjing
- Wuhan Botanical Garden
- Sur de China Jardín Botánico

El Profesor Chen murió en 1993 y fue enterrado en Lushan en su lugar amado, tanto de su carrera y de su residencia familiar, junto con dos colegas, Hu Xiao Xian y Qin Ren Chang.
- La abreviatura «F.H.Chen» se emplea para indicar a Chen Feng Huai como autoridad en la descripción y clasificación científica de los vegetales.[1]